# Volkenroda
Volkenroda este o localitate ce aparține de comuna Körner în districtul rural Unstrut-Hainich din landul Turingia, Germania. Localitatea are circa 180 de locuitori. Biserica din localitate a fost inițial o mănăstrire medievală cisterciană.

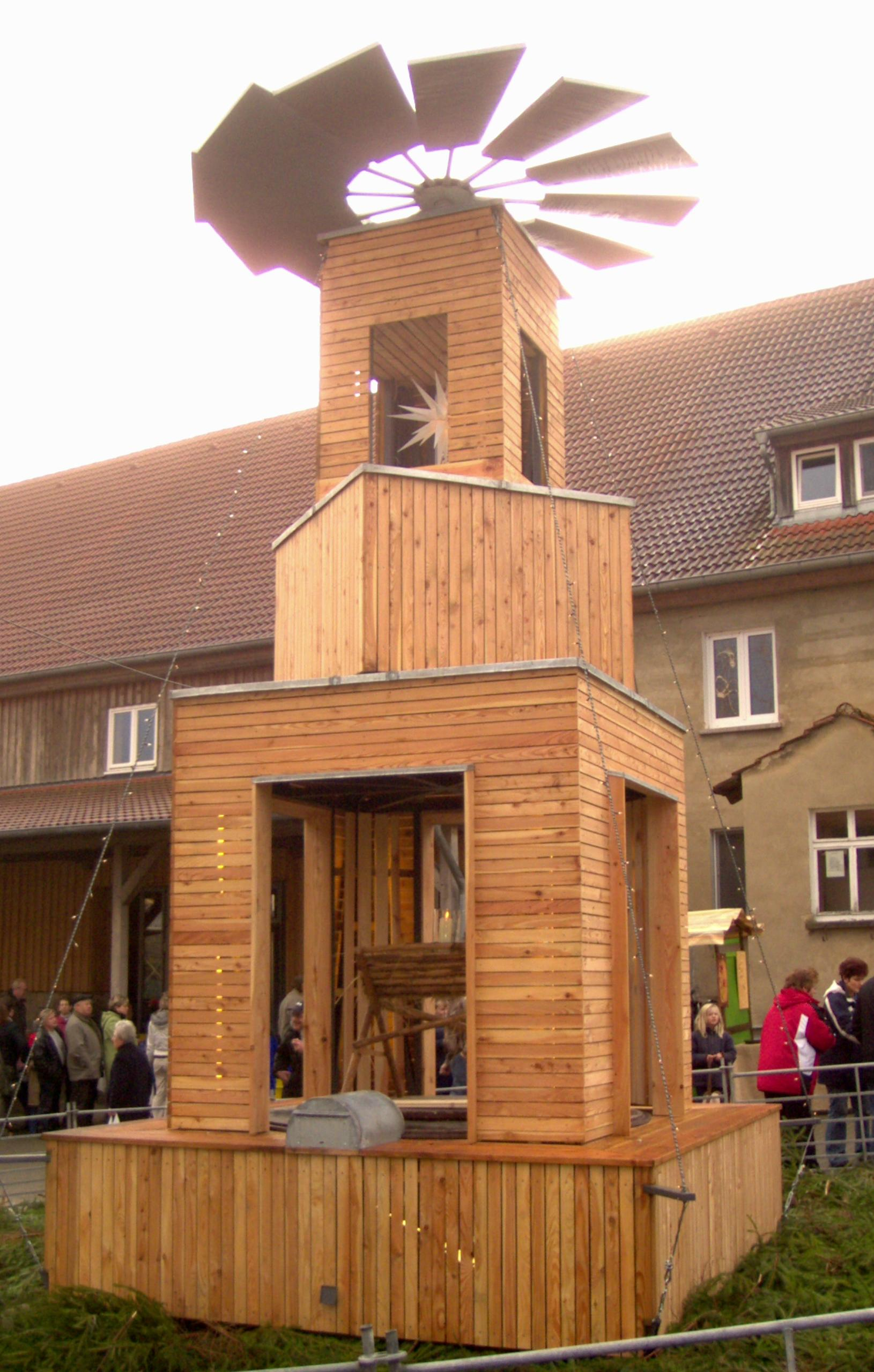
Piramida festivă de Crăciun
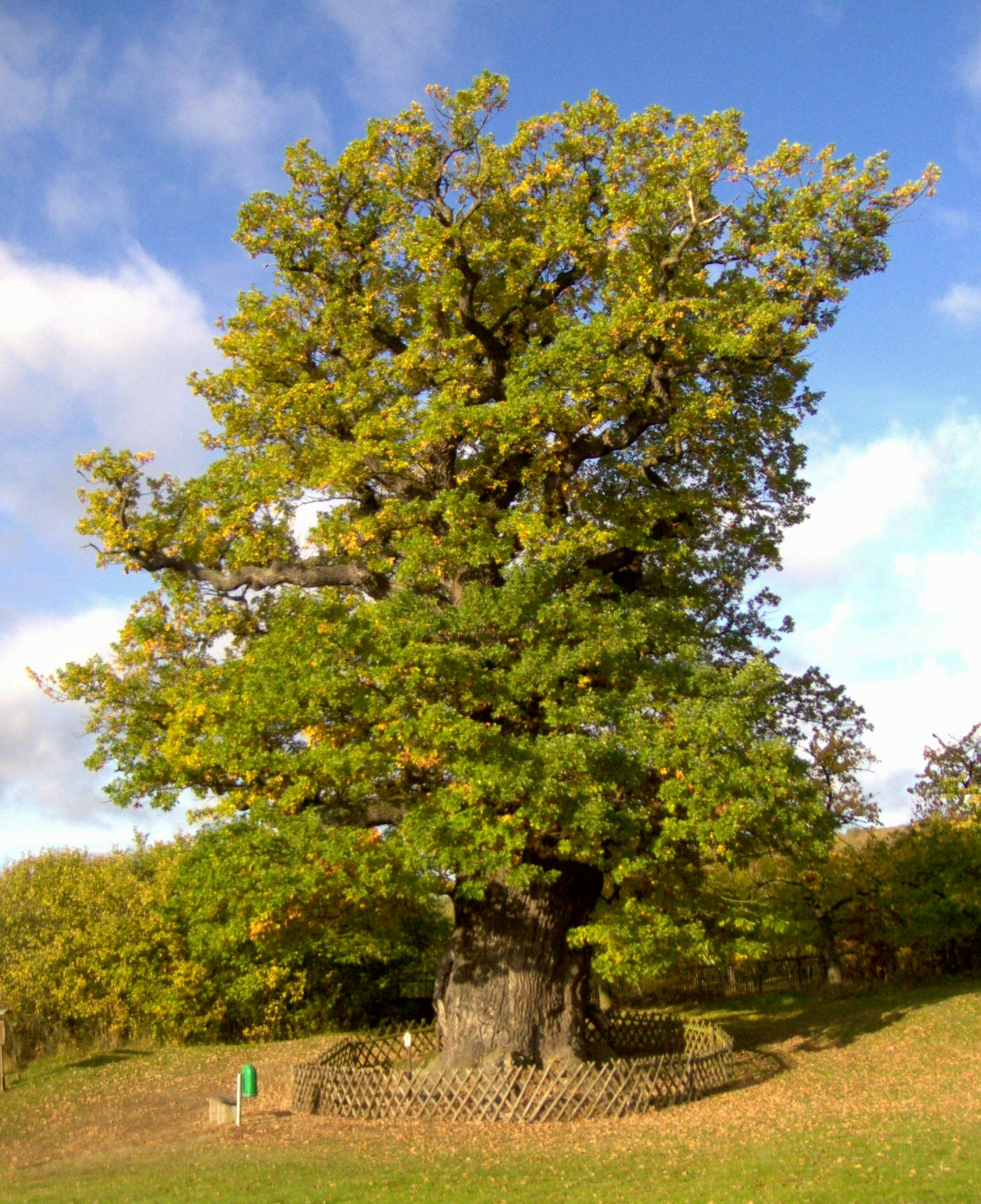
Stejarul regal de 600 de ani